# Agustín Aguirre López
Agustín Aguirre López (Linares, Jaén, 3 de mayo de 1896 – Madrid, 22 de noviembre de 1985) fue un arquitecto español.

## Biografía
Estudió en la Escuela de Arquitectura de Madrid con el grupo que Carlos Flores llamó Generación del 25.

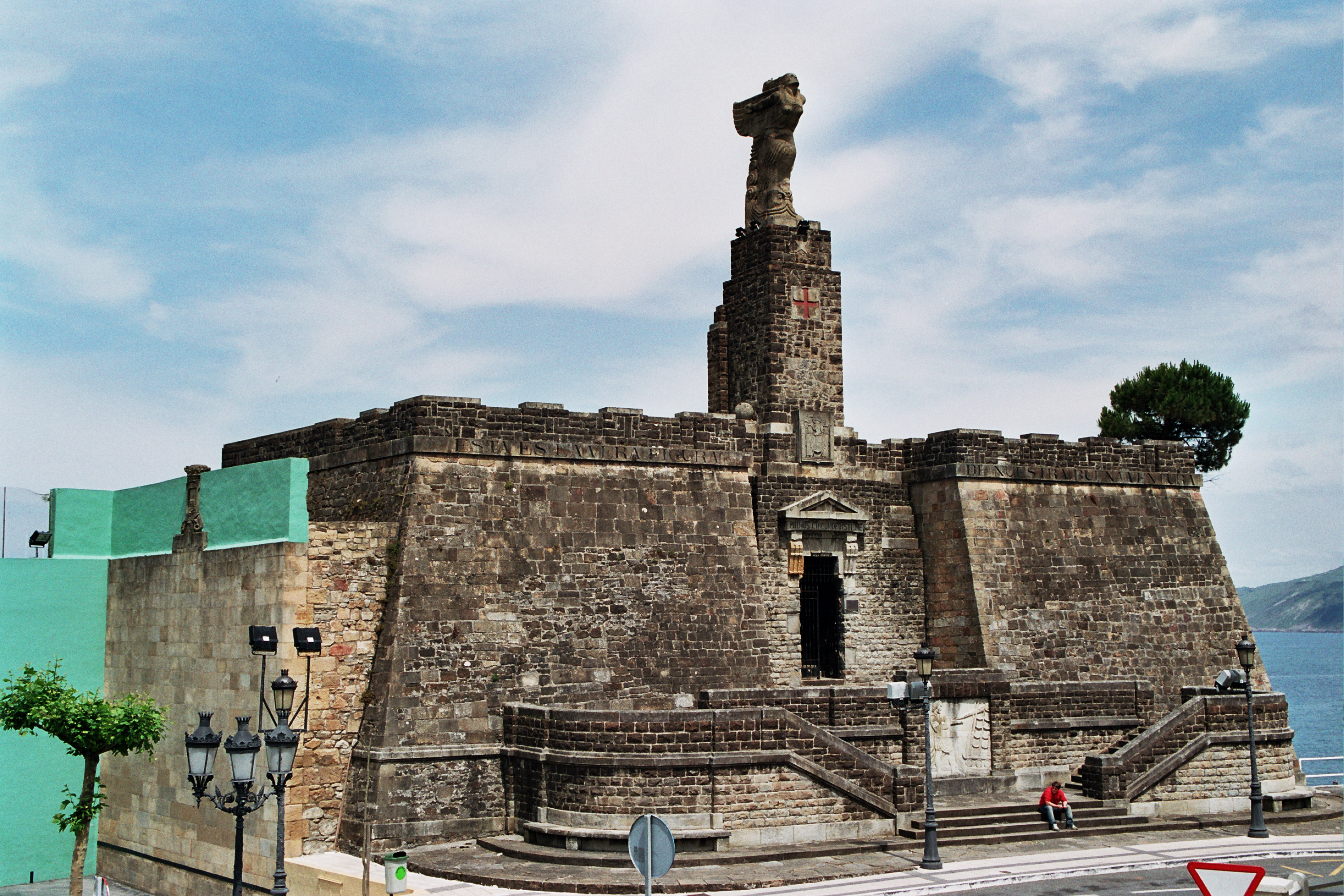
Monumento a Elcano en Guetaria.

A poco de terminar la carrera proyecta, con su colega José Azpiroz y con el escultor Victorio Macho, en el conjunto escultórico, el Monumento a Juan Sebastián Elcano, en Guetaria, (1922-1925), de estilo simbolista y art decó.
En 1925 Aguirre ganó junto a Miguel de los Santos el concurso para el edificio de la Telefónica en Barcelona. Sin embargo, fue postergado en favor de la propuesta de Francesc Nebot, que sirvió de base para el que se construyó con intervención de Ignacio de Cárdenas Pastor. También hizo un Proyecto de Palacio de España en una Exposición, presentado en la Exposición Nacional de 1924, y con el que obtuvo un segundo premio.
Llamado por Modesto López Otero, se integró en el equipo de arquitectos encargado de los proyectos de la Ciudad Universitaria de Madrid, correspondiéndole el proyecto del grupo de facultades de Filosofía y Letras y de Derecho, del que solamente se terminó, antes de la guerra, la de Filosofía y Letras (inaugurada en parte en 1933), proyecto en el que fue decisiva la colaboración con el decano Manuel García Morente. El proyecto de la estructura de este edificio fue del ingeniero Eduardo Torroja. También, con Mariano Garrigues, hizo el proyecto de la Facultad de Farmacia

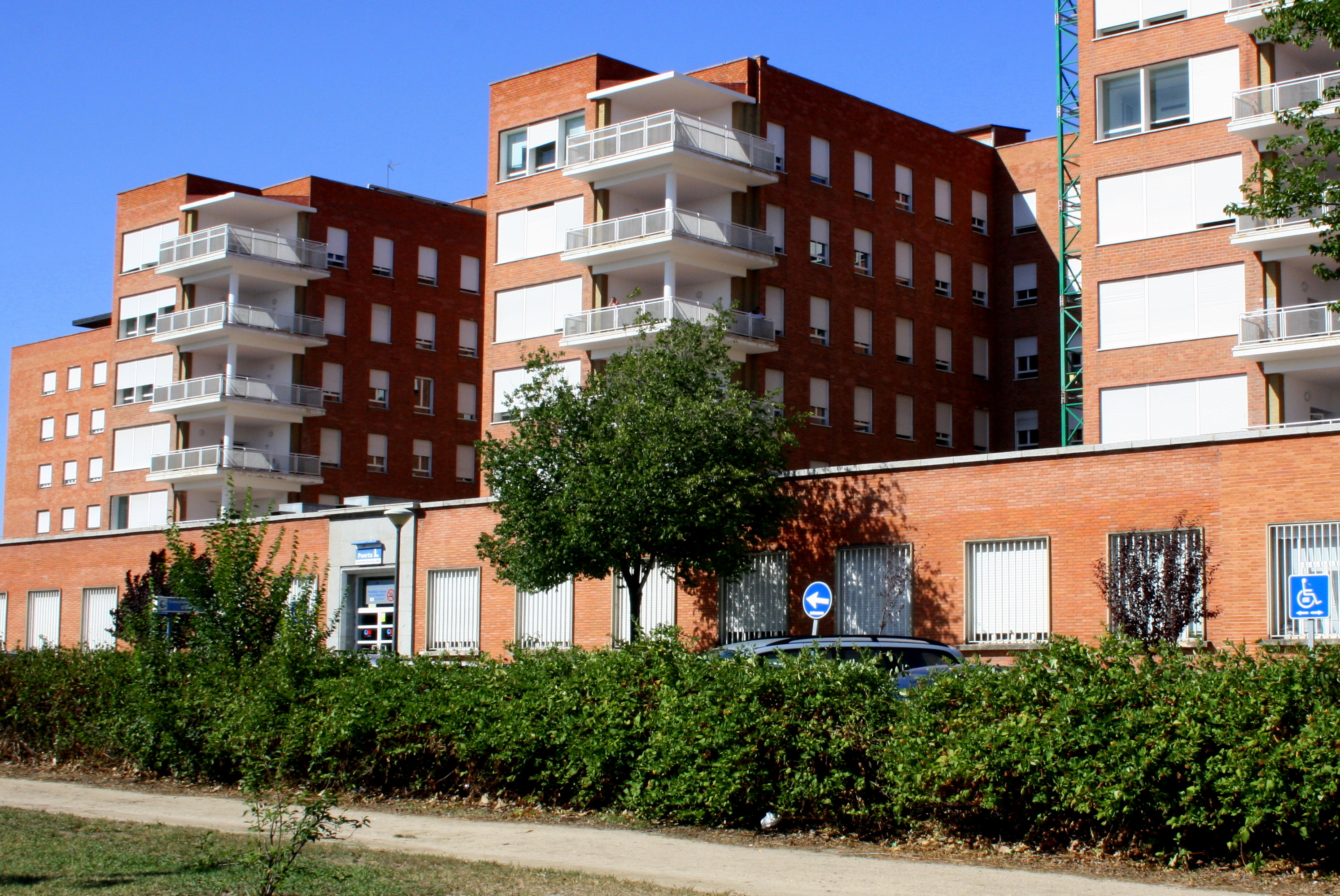
Edificio del Hospital Clínico de San Carlos en Moncloa

Durante la guerra estuvo a punto de ser fusilado por los republicanos y fue salvado por Juan Negrín. Tras la guerra fue encargado de la reconstrucción de la Facultad de Filosofía y, con Miguel de los Santos, de la del Hospital Clínico de San Carlos, proyectado originalmente por Sánchez Arcas, exiliado tras la guerra.
En 1941 proyectó el edificio del Instituto Nacional de Psicología Aplicada y Psicotecnia (actualmente Instituto de Ciencias Ambientales de la Universidad Complutense y sede de la Universidad Internacional Menéndez Pelayo) también en la Ciudad Universitaria de Madrid.